# Donald Spencer
Donald Clayton Spencer (Boulder, 25 de abril de 1912 — 23 de dezembro de 2001) foi um matemático estadunidense.